# Морозов, Василий Евлампиевич
Васи́лий Евла́мпиевич Моро́зов (1 [13] апреля 1885, дер. Бяково, Авдотьинская волость, Шуйский уезд, Владимирская губерния, Российская империя — 29 октября [11 ноября] 1917, Москва, РСФСР) — российский рабочий-революционер, командир отряда Красной гвардии Московского механического завода братьев Бромлей. Член РСДРП (с 1904 года). Партийные клички — «Ерма́к», «Мру́зов».

## Биография

Бюст в мемориале «Красная Талка»

Родился в крестьянской семье. Окончил начальное училище. C 12 лет работал учеником слесаря кустарной зуборезной мастерской, затем — слесарем-ремонтником на фабрике Зубкова.
В 1904 году вступил в РСДРП. Участвовал в революции 1905 года: был членом боевой рабочей дружины при Иваново-Вознесенской партийной организации участвовал в охране конспиративных квартир, подпольной типографии. Летом 1905 года был избран депутатом первого в России Совета.
После подавления революции 1905 года был арестован и приговорён к 12 годам каторжных работ. Пытался бежать, был пойман, и срок был увеличен ещё на 5 лет. Был освобождён Февральской революцией 1917 года.
В апреле 1917 года после освобождения поступил слесарем на московский завод братьев Бромлей (ныне — «Красный пролетарий»). Был избран секретарём завкома, депутатом Московского Совета.
Погиб во время октябрьских боёв в Москве с юнкерами. Место гибели точно неизвестно (указываются: Каменный мост, Колокольников переулок). Похоронен в Москве у Кремлёвской стены в братской могиле.

## Память
- Улица Ермака в Иваново названа в честь В. Морозова.
- В Москве в 1926 году Колокольников переулок в Сыромятниках был переименован в Мрузовский[4].